# SIG P210
Die Pistole SIG P210 ist ein Rückstoßlader mit einer Verriegelung im Browning-System. Im Gegensatz zu den ersten in Großserie hergestellten Browning-Pistolen (typisches Beispiel Colt M1911) geschieht die Entriegelung nicht durch ein Kettenglied, sondern durch Kulisse entsprechend der FN-High-Power-Pistole. Typisch für die SIG P210 ist die Herstellung mittels Ausfräsen aus Vollmaterial und die damit erreichte hohe Fertigungspräzision. Bei gewissen Schießdisziplinen wird sie immer noch verwendet. Bei der Schweizer Armee wurde sie ab 1975 durch die SIG P220 abgelöst.

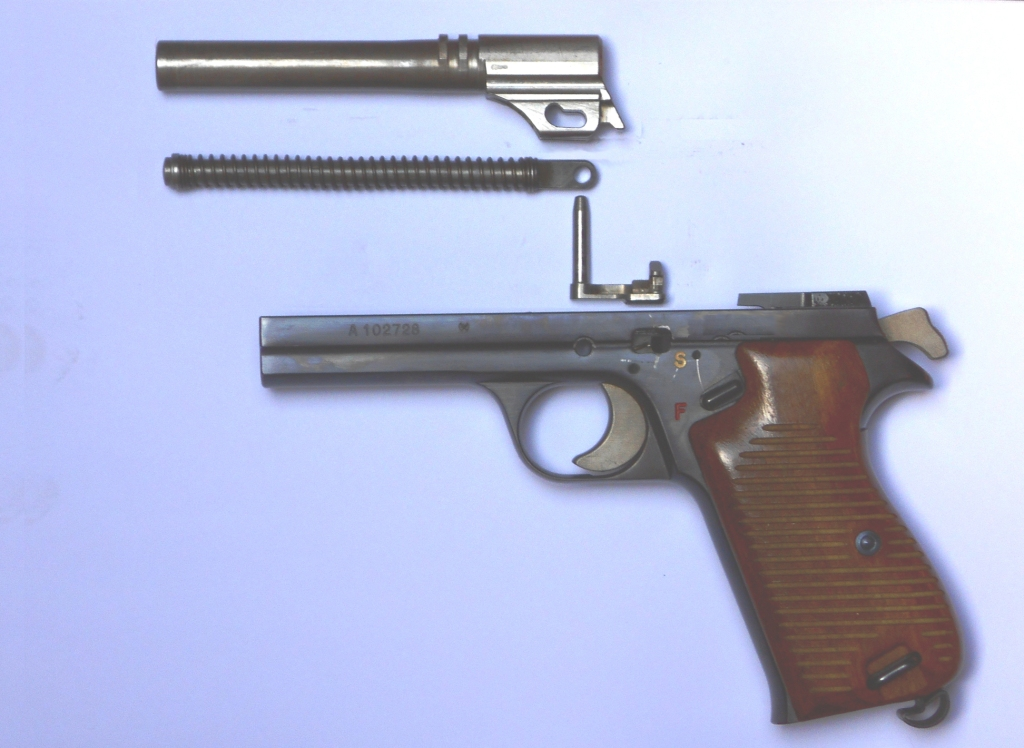
SIG 210, Verriegelungskamm auf dem Lauf, unten am Lauf Block mit geschlossener Steuerkulisse, Schliessfeder, Verschlusshalter mit Achse zur Übertragung auf den Rahmen, Bohrung zum Einsetzen der Achse im Rahmen

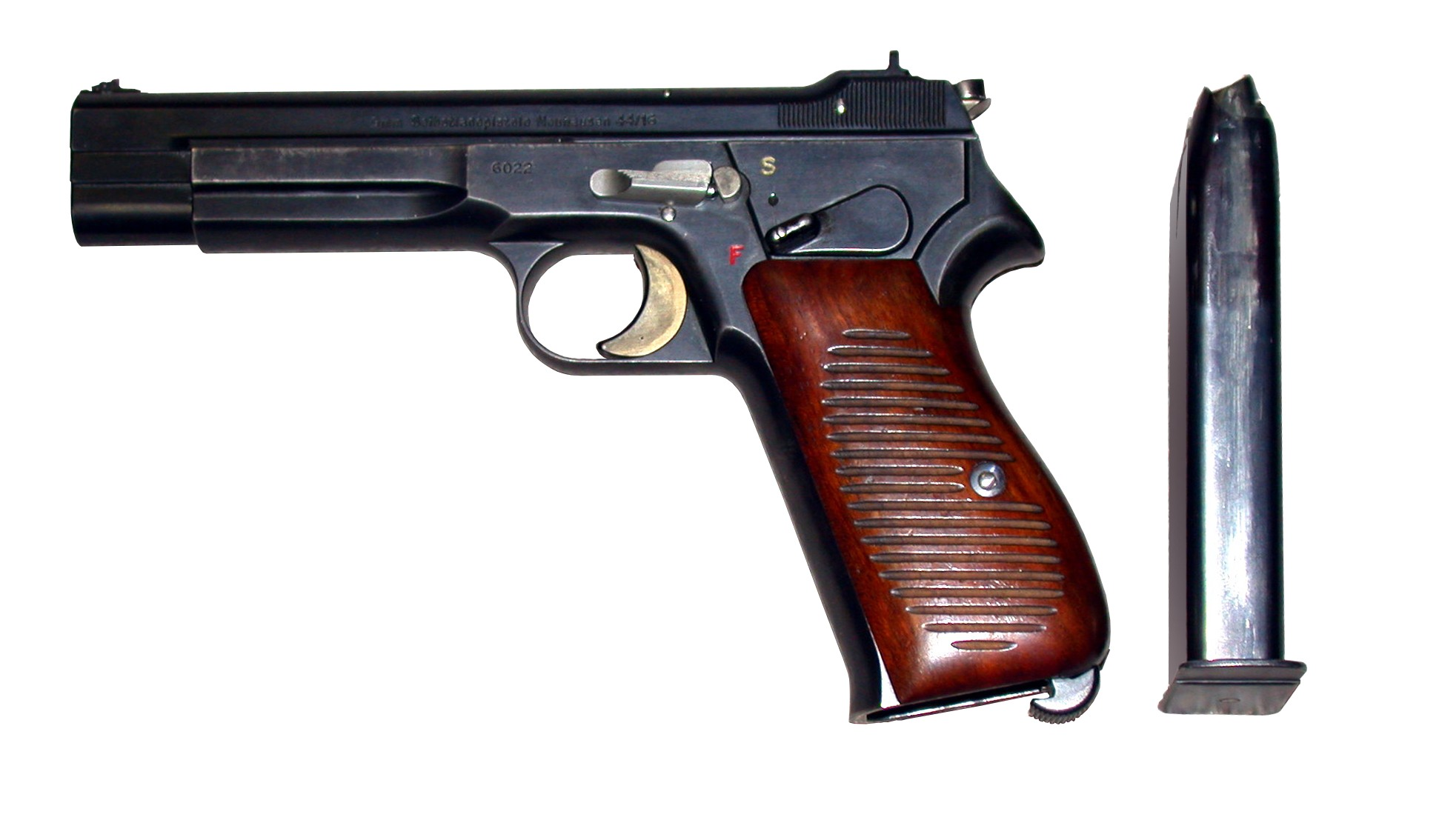
16-schüssige SIG 44/16 der 6000er Vorserie

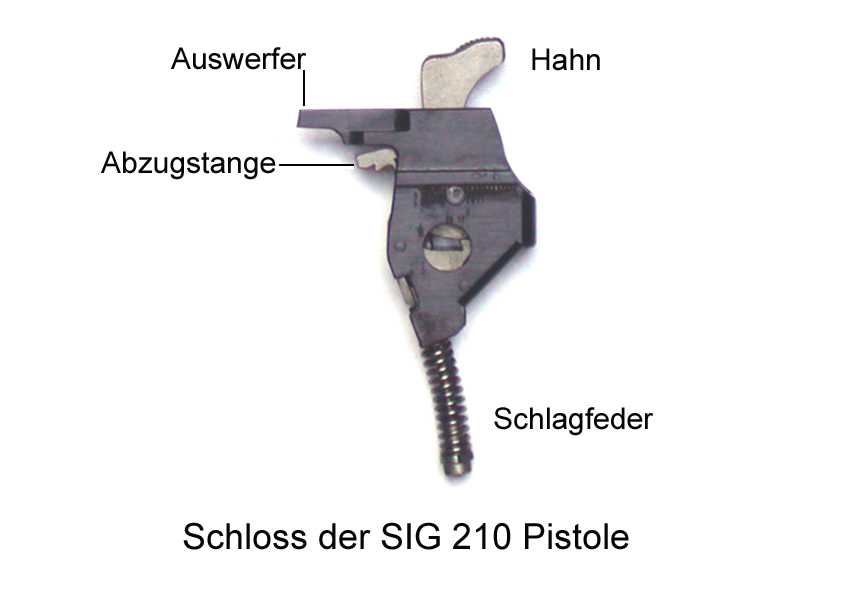
Schloss der SIG-210 Pistole

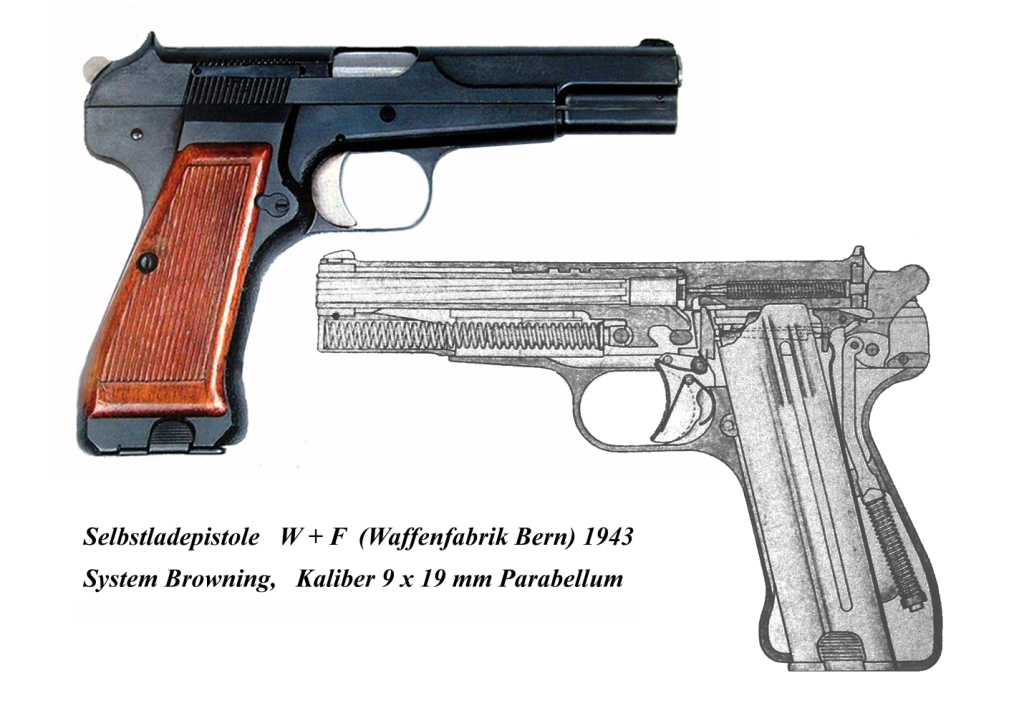
Versuchspistole 1943 der Waffenfabrik Bern

Die Waffe gilt als ein Beispiel technischer Superlative und wird von Schützen und Sammlern hoch bewertet. Selbst die Militärversion braucht den Vergleich mit Sportwaffen nicht zu scheuen, da bei den Wettkampfversionen lediglich die Visierung, die Feinabstimmung des Abzugs und kleine Details anders sind.
Die SIG P210 wurde ab Werk in den Kalibern 9 × 19 mm und 7,65 × 21 mm Luger sowie .22 lfB gefertigt. Im Gegensatz zum 9-mm- und 7,65-mm-System ist die .22 lfB-Variante unverriegelt. Die drei Systeme sind untereinander austauschbar.

## Geschichte
Nach der Entwicklung der SACM (Pistolet automatique modèle) 1935 durch den Schweizer Konstrukteur Charles Petter erwarb SIG 1937 eine Lizenz, um eine neue Selbstladepistole zu entwickeln. Die Entwicklung der Waffe wurde erst nach dem Zweiten Weltkrieg beendet – dies auf Initiative des schweizerischen Armeekommandos, das die damalige Parabellum-Ordonnanzpistole im Kaliber 7,65 mm sowie den Ordonnanzrevolver im Kaliber 7,5 mm ersetzen wollte.
Nach Erprobung diverser Versuchsmodelle, darunter auch von solchen der Waffenfabrik Bern, wurde die P210-1 als Standardmodell (ursprüngliche Bezeichnung SP47/8) erstmals 1947 an die schweizerische Armee ausgeliefert. Eine erste Serie wurde an schwedische Sportschützen und an die dänische Armee geliefert. In der Schweizer Armee wurde die Pistole als Pistole 49 eingeführt.
SIG fertigte insgesamt 113.110 Pistolen dieses Typs. Die letzte größere Bestellung durch Behörden ging im Jahr 1951 an den deutschen Bundesgrenzschutz.
Anfang des Jahres 2006 beschloss die bisherige Herstellerfirma Swiss Arms, die Produktion der P210 einzustellen. 
Zur IWA 2010 in Nürnberg stellte SIG Sauer aus Eckernförde die neugestaltete P210 Legend im Kaliber 9 × 19 mm mit innenliegender Fallsicherung in Heavy-Frame-Ausführung vor. Die Visierung hat neu einen eckigen Kimmenausschnitt, die frühere Magazinhalterung wurde durch einen links oben angebrachten Magazinhalteknopf ersetzt und der Magazinboden hat eine ergonomisch verbesserte Form. Die Fertigung dieses Modells endete 2020 mit der Schließung des Unternehmens.
Seit 2017 bietet SIG Sauer Inc aus New Hampshire seine eigene überarbeitete Version, die P210 Target, an. Die Waffe im Kaliber 9 mm Luger richtet sich vorrangig an Sportschützen und hat dementsprechende Merkmale wie eine Lauflänge von 122 mm, ein einstellbares Mikrometervisier und verlängerte Griffschalen. Aus Gründen der Produktionseffizienz wurde die Verriegelung auf ein Browning-Petter-SIG-System umgestellt.

## Versionen
- SIG P 47/8, später SIG P210-1. Die zivilen Versionen in 9 × 19 und .30 Luger, mit Holzgriffschalen, fester Visierung, Schlitten und Griffstück, sind feingeschlichtet und brüniert, Verschlusshalter flach, geriffelt. Ohne Fangrast am Hahn.
- SIG Ordonnanzpistole der Schweizer Armee, offizielle Bezeichnung 9 mm Pistole 49, in 9 × 19, erste Ausführung, Seriennummer A 100001 – A 109710, Holzgriffschalen, Fangriemenöse, feste Visierung. Schlitten und Griffstück feingeschlichtet und brüniert. Verschlusshalter flach, geriffelt. Ohne Fangrast am Hahn, später Austausch gegen Hahnen mit Fangrast.
- SIG Ordonnanzpistole der Schweizer Armee, offizielle Bezeichnung 9 mm Pistole 49, in 9 × 19, zweite Ausführung, Seriennummer ab  A 109711, Kunststoffgriffschalen, Fangriemenöse, feste Visierung. Schlitten und Griffstück feingeschlichtet und brüniert, Verschlusshalter auskragend, horizontal gerippt, Fangrast am Hahn.
- SIG P210-3 Die Version der Schweizer Polizeikräfte in 9 × 19 und .30 Luger, mit Holzgriffschalen, fester Visierung, mit Ladeanzeiger, Schlitten und Griffstück sind feingeschlichtet und brüniert
- SIG P210-4 Die Bundesgrenzschutzausführung, in 9 × 19 eine abgeänderte Version der P210-3 mit Kunststoff- oder Holzgriffschalen, mit Ladeanzeiger ohne Fangriemenöse
- SIG P210-5 Die Sportversionen mit längeren Lauf (150 mm) in 9 × 19 und .30 Luger, Holzgriffschalen, einstellbarer Sportvisierung, verstellbarem Abzug, Schlitten und Griffstück sind sandgestrahlt und brüniert.
- SIG P210-6 Die Sportversionen in 9 × 19 und .30 Luger, Holz- oder Kunststoffgriffschalen, einstellbarer oder fester Visierung, verstellbarem Abzug auf einem Standard oder Heavy Frame. Schlitten und Griffstück sind sandgestrahlt und brüniert

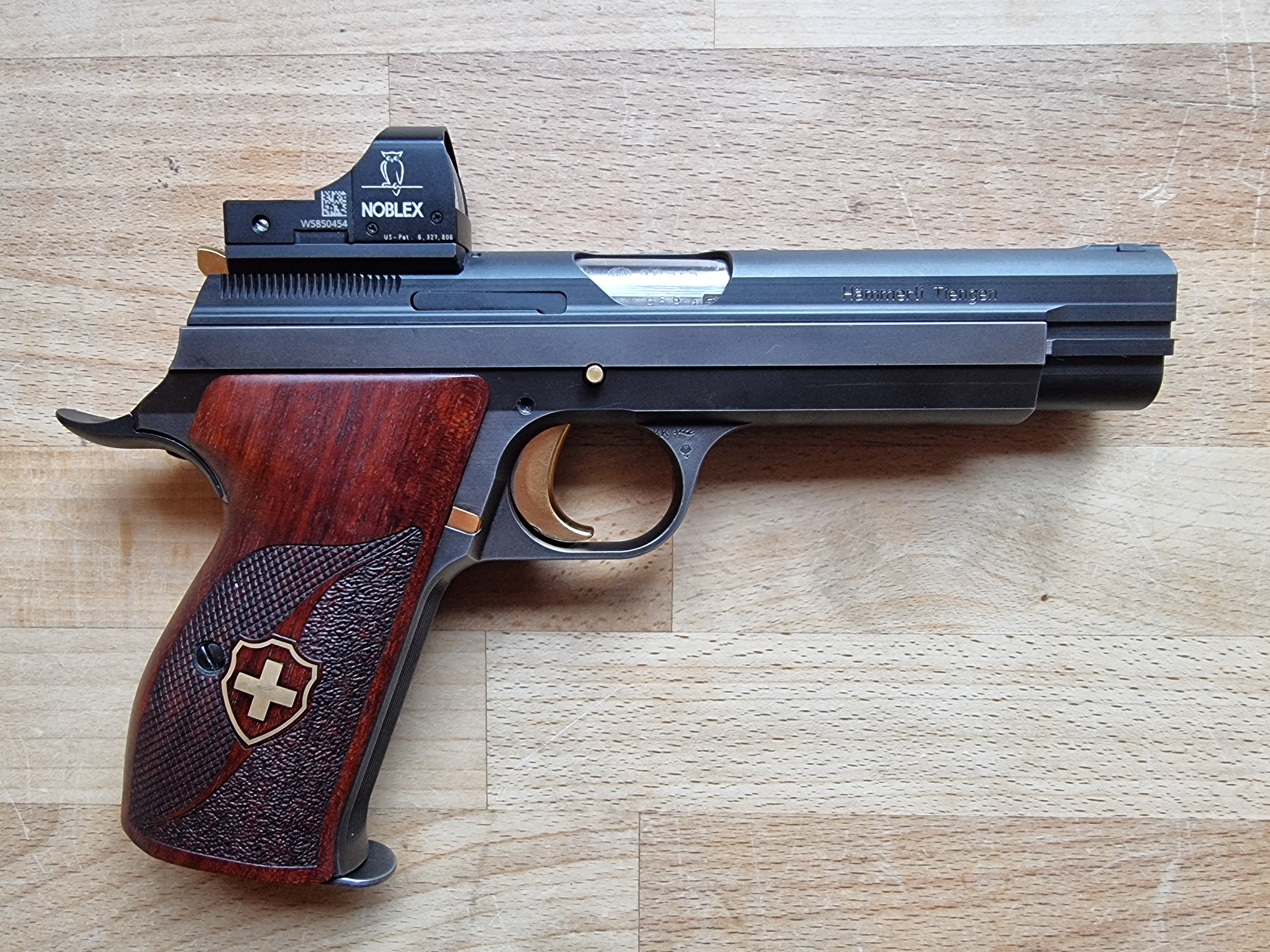
SIG 210-6 Custom Sportausführung mit Leuchtpunktvisier und Beavertail

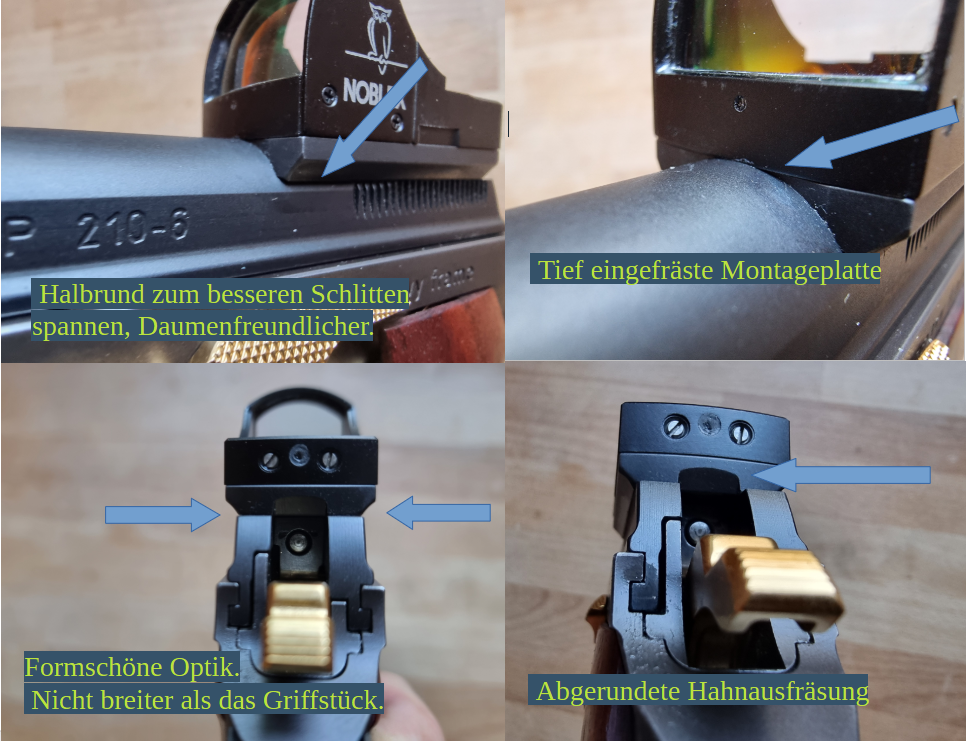
SIG 210-6 Docter-Sight Montage Büchsenmacherumbau für das sportliche Schiessen auf Fallplatten nach BDS Sportordnung.

- SIG P210-7 Die Ausführung in .22 LR Holz- oder Kunststoffgriffschalen, einstellbarer oder fester Visierung. Ein besonders gefertigter Schlitten, Lauf, Magazin und Federn sowie ein bearbeiteter Hammer in der Version mit Mikrometervisier  vervollständigen diese KK Ausführung. Lauf und Schlitten sind unverriegelt.
- SIG P210-8 Eine Sportversion mit seitlichem Magazinauslöser und Heavy Frame Griffstück, Holzgriffschalen, einstellbarer Sportvisierung eines Fremdherstellers, Schlitten und Griffstück sind sandgestrahlt und brüniert.
- SIG P210-5LS Die 2003er Version in 9 × 19, welche über einen seitlichen Magazinauslöser, Holzgriffschalen, eine einstellbare Sportvisierung und einem längeren Schlitten und Lauf auf einem Heavy Frame verfügt. Schlitten und Griffstück sind sandgestrahlt und brüniert.
- SIG M/49 Die dänische Armeeausführung in 9 × 19, eine besonders gekennzeichnete (HTK oder FKF) Version der P210-1 oder der P210-2.
- P210 Legend, von 2010 bis 2020 durch SIG Sauer in Deutschland gefertigt, mit Heavy Frame, seitlichem Magazinhalter, Varianten P210 Target (5") und P 210 Supertarget (6") auch in Silber Finish
- P210 Target, ab 2017 durch SIG Sauer Inc in USA gefertigt. 9 mm Luger, Browning-Petter-SIG-System, einstellbare Mikrometerkimme, Fiberkorn, Sicherungsflügel im 1911-Stil, verlängerte Holzgriffschalen.